# Jean Gorin
Albert Jean Gorin, dit Jean Gorin, né le 2 décembre 1899 à Saint-Émilien-de-Blain (commune de Blain) et mort le 29 mars 1981 à Niort, est un artiste français.

## Biographie
Jean Gorin est le cadet d'une famille de quatre enfants, son père est cordonnier. En 1910, sa famille se fixe à Nort-sur-Erdre, près de Nantes. Après un échec au certificat d'études primaires, il débute en 1912 un apprentissage professionnel[De quoi ?] à Nantes, puis à Paris, où il étudie à l'Académie de la Grande Chaumière. En 1916, il est mobilisé à Nantes, puis part dans la zone des combats après quelques mois. Il termine son service militaire sur les bords du Rhin, en 1918.
Il est élève de l’École des Beaux-Arts de Nantes en 1919. Il se fixe à Nort-sur-Erdre en 1922, où il exerce une activité professionnelle[Laquelle ?] tout en continuant à peindre. En 1922, lors d'un voyage à Paris, il a ses premiers contacts avec des œuvres cubistes. Après une période cubiste, il réalise sa première peinture abstraite en 1925 et découvre en 1926 l’œuvre de Piet Mondrian.
Il réalise une polychromie et un mobilier néo-plastique[Quoi ?] pour sa maison de Nort-sur-Erdre. Il applique au monde moderne[évasif], en particulier à l'architecture, les recherches sur l'art abstrait de Piet Mondrian[Quoi ?]. Il ne cessera de développer ses idées plus spécialement dans le domaine du relief dès 1930, puis de la construction dans l'espace, enfin dans des projets d'architecture[Quoi ?]. Il voyage en 1932 en Union soviétique, invité par un groupe d'intellectuels et d'artistes[Qui ?] et découvre le constructivisme russe. En 1934, il devient membre du comité directeur de l'association Abstraction-Création, créée en 1931. Il s'installe au Vésinet en 1937, vend sa maison de Nort-sur-Erdre et détruit une grande partie de son œuvre. Mobilisé en 1939, il est prisonnier de guerre jusqu'en 1942.
Jean Gorin séjourne aussi à Grasse entre 1940 et 1945, où il a un magasin d'objets de décoration. Il se fixe successivement à Grasse (1947), à Nice pour raison de santé en 1950 et y développe des projets d'architecture néo-plastique, jusqu'en 1956, où il s'installe au Perreux, et enfin, à Meudon (1962). Il réalise des sculptures, ou plutôt des maquettes de sculptures qu'il photographie avant de les détruire, ne pouvant pas les conserver dans son atelier, trop exigu. Son art s'est distancé de celui de Mondrian par l'introduction du relief qui se développe jusqu'à devenir une véritable sculpture murale. Le Néoplasticisme de Mondrian n'admettait que les compositions réalisées avec des lignes verticales et horizontales. Dans ses créations, il finit par introduire le cercle, puis la ligne oblique, tout en maintenant la rigueur horizontale-verticale du néoplasticisme pur.

## Expositions
- 1928, Lille : Œuvres néoplastiques avec le groupe Stuca
- 1929-1930 : Exposition avec le groupe Cercle et Carré créé par Michel Seuphor et Joaquín Torres García.
- 1930, Nantes : Invité par le groupe artistique L'Etrave
- 1931, Paris : Exposition de son premier relief dans une exposition du groupe 1940
- 1945, Paris : Exposition Art concret, Galerie René Drouin.
- 1946 : Salon des Réalités Nouvelles, dont il est le secrétaire
- 1948, New York : Exposition d'art abstrait constructif
- 1957, Paris : 50 ans de peinture abstraite organisée à la Galerie Creuze, première exposition particulière à la Galerie Colette Allendy
- 1958, Saint-Étienne : Les premières générations de l'art abstrait
- 1960, Liège : Musée de l'Art Wallon
- 1965, Nantes : Rétrospective (1921-1965) au Musée des Beaux-Arts
- 1966, Chicago : Exposition à la Kazimir Gallery
- 1967, Amsterdam : Rétrospective au Stedelijk Museum
- 1969, Paris : Rétrospective au Centre national d'art contemporain
- 1974, Paris : Exposition à la Galerie Denise René
- 1977, Nantes : Rétrospective au Musée des Beaux-Arts
- 1977, Paris : Centre Pompidou
- 1980, Dijon : Le Consortium, exposition monographique
- 1999, Blain : Hommage du mouvement Madi à Gorin, Château de la Groulais
- 1999, Grenoble : Exposition Jean Gorin

Artiste néoplasticiste, une importante partie de son œuvre est conservée au musée d'Arts de Nantes.